# Herman Bergman
Per Herman Bergman, född 20 oktober 1869 i Hedvig Eleonora församling, Stockholm, död 19 juli 1954 i Matteus församling, Stockholm, var en svensk konstgjutare och företagsledare. Han bildade 1895 föregångaren till det fortfarande existerande Herman Bergman Konstgjuteri.

## Biografi
Efter lärlingsår vid Meyers konstgjuteri i Stockholm och anställningar i Tyskland blev han gjutmästare hos Scheffer & Walker i Berlin vid 23 års ålder. Därefter följde studieresor till bland annat Frankrike, England och Belgien, och ny anställning hos Meyers. Hans första firma inregistrerades hos Överståthållarämbetet i Stockholm år 1895. 
År 1897 var han anställd som gjuteriföreståndare vid C.G. Hallbergs Guldsmeds AB, vars lokaler vid Bergsgatan han året därpå övertog för sitt eget företag. Senare detta år anställdes han vid AB Förenade konstgjuterierna f.d. Otto Meyer & Co vid Pilgatan. År 1903 var han disponent där. Året därpå blev Bergman fabrikschef vid det nybildade AB Elmqvistska gjutningsmetoden, som drevs av skulptören och gjutaren Hugo Elmqvist med lokaler vid Norrtullsgatan. År 1906 övertog Bergman själv dessa lokaler.
I augusti 1908 ombildades Bergmans företag till ett aktiebolag, AB Herman Bergman Konstgjuteri. Detta bolag ledde Bergman sedan i årtionden vid Roslagsgatan. Bergman var styrelseledamot i Stockholms stads hantverksförening och Sveriges hantverksorganisation och kunde titulera sig kunglig hovkonstgjutare.

## Familj
Herman Bergman var sedan 1897 gift med Emilia ("Mélen") Tholff (1872–1962) och var far till Astri Taube, konstgjutaren Folke Bergman, arkitekt Heming Bergman samt konstgjutaren Per-Gösta (P.G.) Bergman.
Herman Bergman är begravd på Norra begravningsplatsen.